# Liste der Baudenkmale in Wolfsburg-Vorsfelde
In der Liste der Baudenkmale in Wolfsburg-Vorsfelde sind Baudenkmale des Wolfsburger Ortsteils Vorsfelde in Niedersachsen aufgelistet. Es sind rund 115 einzelne Objekte, die zum Teil zu Baudenkmalgruppen gehören. 

## Allgemeines

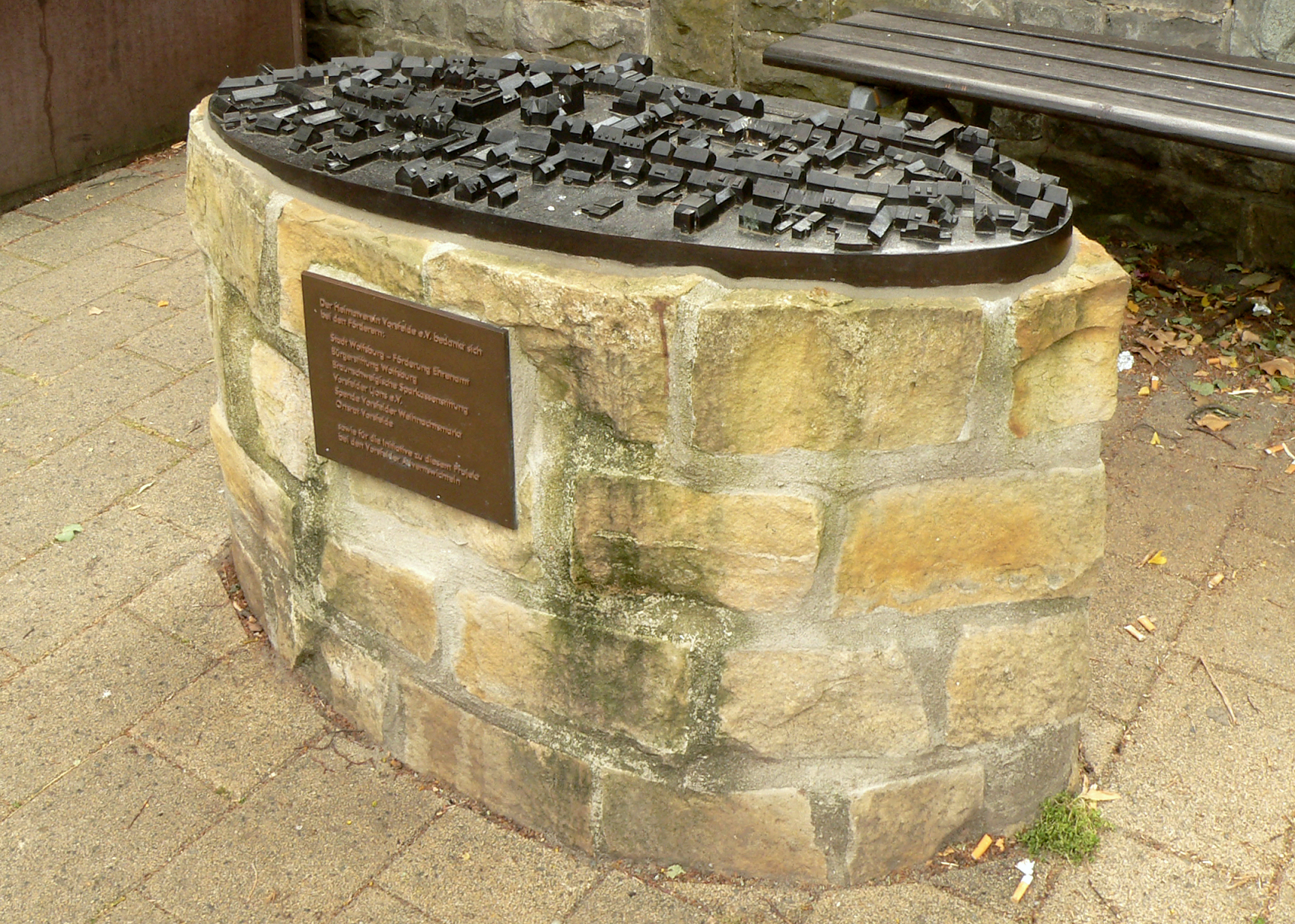
Tastmodell des historischen Stadtkerns

Bei den Baudenkmalen handelt es sich überwiegend um Wohnhäuser sowie um kombinierte Wohn- und Wirtschaftshäuser. Auch zählen 13 frühere Bauernhäuser sowie Scheunen und Ställe dazu, die im Besitz von Ackerbürgern standen. Das bekannteste und am frühesten unter Denkmalschutz gestellte Gebäude ist das Imkerhaus von 1590. Die Baudenkmale finden sich hauptsächlich im historischen Stadtkern von Vorsfelde, der ganz oder teilweise die Amtsstraße, die Kattenstraße, die Lange Straße, die Meinstraße, die Petristraße, die Straße An der Propstei (bis 1993 Kirchstraße), die Wolfsburger Straße und das Obere Tor umfasst. In den 1990er Jahren wurde eine erhebliche Ausweitung des ursprünglichen Denkmalbestandes vorgenommen, so dass heute über 100 Objekte als schützenswert eingestuft sind.

## Baudenkmale
| Lage                                   | Bezeichnung                   | Beschreibung | Bild um 2020 | Bild um 1987 |
| -------------------------------------- | ----------------------------- | --- | ------------ | ------------ |
| Amtsstraße 2                           | Wohnhaus                      | Zweigeschossiger Fachwerkbau mit Ladennutzung im Erdgeschoss nach Umbau |              |              |
| Amtsstraße 4                           | Wohnhaus                      | Zweigeschossiger Ziegelbau mit Mittelrisalit und qualitätvoller Gestaltung mit Vorgarten und Einfriedung. In dem Ende des 19. Jahrhunderts errichteten Gebäude richtete Sanitätsrat Schmückung 1890 eine Arztpraxis ein, die bis heute besteht.                                                                                            |              |              |
| Amtsstraße 8                           | Wohnhaus                      | Zweigeschossiges Doppelwohnhaus wahrscheinlich in der zweiten Hälfte des 18. Jahrhunderts erbaut mit dem Erdgeschoss in Sandsteinquadern und dem Obergeschoss in Fachwerk. In den 1870er Jahren befand sich im Gebäude die Schule. |              |              |
| Amtsstraße 9                           | Imkerhaus                     | Wohn- und Speicherhaus als zweigeschossiger Fachwerkbau mit vorkragendem Obergeschoss über profilierten Knaggen und Füllhölzern mit Schnitzwerk in den Brüstungsfeldern. Das Haus wurde vom Bürgermeister und Kornhändler Hans Kriegeisen 1590 erbaut und ist seit 1880 im Besitz der alteingesessenen Familie Imker                       |              |              |
| Amtsstraße 11                          | Wohn- und Wirtschaftsgebäude  | Querdielenhaus erbaut Mitte des 19. Jahrhunderts und Teil einer Hofanlage als zweigeschossiger Fachwerkbau mit Ziegelausfachung |              |              |
| Amtsstraße 12                          | Wirtschaftsgebäude            | Fachwerkgebäude erbaut Anfang des 19. Jahrhunderts mit Ziegelausfachung als Wirtschaftsgebäude, heute Wohnhaus |              |              |
| Amtsstraße 13                          | Wohnhaus                      | Zweigeschossiger traufständiger und siebenachsiger Fachwerkbau mit Krüppelwalmdach und mittiger Eingangstür mit Ladeneinbau im westlichen Erdgeschoss. |              |              |
| Amtsstraße 14                          | Wohnhaus                      | Zweigeschossiger Fachwerkbau erbaut 1845 laut Inschrift mit wahrscheinlich ursprünglich symmetrischer Fassade mit mittigem Zwerchgiebel. Das Erdgeschoss und der Zwerchgiebel sind verändert worden. |              |              |
| Amtsstraße 15                          | Wohnhaus                      | Zweigeschossiger traufständiger, vierachsiger Fachwerkbau mit Satteldach. |              |              |
| Amtsstraße 16                          | Wohnhaus                      | Zweigeschossiger traufständiger Ziegelbau mit vier Achsen |              |              |
| Amtsstraße 17                          | Wohnhaus                      | Zweigeschossiger traufständiger siebenachsiger Ziegelbau mit Satteldach. Sitz des Postamtes von 1897 bis 1986. |              |              |
| Amtsstraße 18                          | Wohnhaus                      | Zweigeschossiger traufständiger und vierachsiger Fachwerkbau mit Satteldach. |              |              |
| Amtsstraße 21                          | Wohnhaus                      | Zweigeschossiger Fachwerkbau mit Ziegelausfachung, erbaut in der Mitte 19. Jahrhunderts als schlichtes traufständiges Fachwerkhaus auf hohem Sandsteinsockel, das sich im originalen Bauzustand befindet und keine wesentlichen Änderungen erfahren hat. Teil einer ehemaligen Hofanlage.                                                  |              |              |
| Amtsstraße 25                          | Kramersches Eck               | Zweigeschossiger Fachwerkbau erbaut um 1880 mit mittigem Zwerchhaus. Nach einem Brand im Jahr 1987 wieder aufgebaut mit einer Apotheke im Erdgeschoss. |              |              |
| Amtsstraße 27                          | Wohnhaus                      | Zweigeschossiger Fachwerkbau erbaut um 1820 mit symmetrischer Fassade und Ziegelausfachung. Das Erdgeschoss ist durch einen Ladeneinbau verändert. In den 1030er Jahren befand sich darin ein Kaffeegeschäft (Hamburger Kaffee-Lager) und in den 1980er Jahren eine Videothek.                                                             |              |              |
| Amtsstraße 30                          | Wohnhaus                      | Traufständiger Fachwerkbau mit Krüppelwalmdach und fünfachsiger symmetrischer Straßenansicht mit kleinem Erker über der mittigen Tür. |              |              |
| Amtsstraße 31                          | Pfarrhaus                     | Zweigeschossiger Fachwerkbau mit symmetrischer Fassade mit beidseitigen, einstöckigen Anbauten und Dielentor, erbaut in der Mitte des 19. Jahrhunderts. Früheres Wohnhaus für Pfarrwitwen, später evangelisch-lutherisches Kirchenbüro. |              |              |
| Amtsstraße 33                          | Wohnhaus                      | Traufständiger zweigeschossiger und neunachsiger Fachwerkbau mit zwei Eingängen sowie Zwerchhaus über dem südlichen Eingang. Frühere Bäckerei und heute Kindergarten. |              |              |
| Amtsstraße 35                          | Amtshaus Vorsfelde            | Zweigeschossiger verputzter Massivbau mit Krüppelwalmdach und mittigem Zwerchhaus. Zwischen 1800 und 1801 als Amtshaus des Amtes Vorsfelde in Stein erbaut. Auch Sitz des Amtsgerichts Vorsfelde. Heute von Vorsfelder Vereinen genutzt und in „Ludwig-Klingemann-Haus“ umbenannt.                                                         |              |              |
| Amtsstraße 37                          | Wohnhaus                      | Zweigeschossiger Fachwerkbau erbaut 1816 laut Inschrift mit Ziegelausfachung |              |              |
| Amtsstraße 39                          | Wohnhaus                      | Zweigeschossiger Fachwerkbau erbaut um 1820 mit Ziegelausfachung |              |              |
| Amtsstraße 41                          | Wohnhaus                      | Zweigeschossiger Fachwerkbau erbaut um 1820 mit Lehmziegel, Fassade mit verputzter Ausfachung |              |              |
| Amtsstraße 47                          | Amtshof Vorsfelde             | Haupthaus des ehemaligen Amtshofes erbaut 1780 als zweigeschossiger Fachwerkbau mit symmetrischer siebenachsiger Fassade mit zwei seitlich zurückgesetzten einachsigen Flügeln und mittigem Zwerchhaus. |              |              |
| Amtsstraße 49                          | Wohnhaus                      | Zweigeschossiger Fachwerkbau erbaut um 1780 auf Hochsockel mit fünfachsiger symmetrischer Fassade und Mansarddach mit Schopf. Das Gebäude war wahrscheinlich Teil des benachbarten ehemaligen Amtshofes mit Nebengebäude und Baumbestand. Das Gebäude stellt ein Zeugnis von repräsentativer Bürgerlichkeit dar.                           |              |              |
| Amtsstraße 49 a                        | Wohnhaus                      | Zweigeschossiges ehemaliges Wirtschaftsgebäude im Erdgeschoss aus Bruchstein und im Obergeschoss Fachwerk mit Ziegelausfachung |              |              |
| An der Propstei (bis 1993 Kirchstraße) | St.-Petrus-Kirche             | Evangelisch-lutherische Kirche, Propsteikirche. Saalbau mit spätmittelalterlichem Westturm und Langhaus aus dem 16. Jahrhundert, Querhaus und 3/8-Chorschluss nach 1669, Bruchsteinmauerwerk mit Eckquaderungen und Epitaphien. |              |              |
| An der Propstei 1                      | Kirchhof                      | Kirchhof mit Baumbestand. Bis zur Mitte des 18. Jahrhunderts als Bestattungsplatz genutzt, danach Verlegung des Friedhofs auf den heutigen Ehrenfriedhof an der Petristraße. |              |              |
| An der Propstei 2                      | Propstei Vorsfelde            | Zweigeschossiger Fachwerkbau mit symmetrischer Fassade, erbaut Anfang des 19. Jahrhunderts. |              |              |
| Kattenstraße 1                         | Haus Lütcherath               | Zweigeschossiges Wohnhaus mit steilem Mansard-Walmdach, als Ackerbürgerhaus 1798 erbaut. Mittig angeordneter Zwerchgiebel zum Kirchplatz. |              |              |
| Kattenstraße 3                         | Wohnhaus                      | Traufständiger zweigeschossiger fünfachsiger Fachwerkbau mit Zwerchhaus und Toreinfahrt. |              |              |
| Kattenstraße 5                         | Wohnhaus                      | Traufständiger zweigeschossiger fünfachsiger Fachwerkbau |              |              |
| Kattenstraße 7                         | Wohnhaus                      | Traufständiger zweigeschossiger fünfachsiger Fachwerkbau mit Zwerchhaus und Toreinfahrt. |              |              |
| Lange Straße                           | Kriegerdenkmal                | Kriegerdenkmal zur Erinnerung an den Deutsch-Französischen Krieg von 1870 bis 1871. Aufgestellt im Jahr 1897 auf dem Platz vor der Kirche und 1962 rückversetzt in die Grünanlage der Kirche. |              |              |
| Lange Straße 1                         | Gaststätte                    | Zweigeschossiger Fachwerkbau mit der Traditionsgaststätte Hackepeter im Erdgeschoss. Anfang des 20. Jahrhunderts befand sich im Gebäude die Schlachterei Willi Peters mit Gasthof. |              |              |
| Lange Straße 10                        | Wohnhaus                      | Zweigeschossiger Fachwerkbau mit symmetrischer Fassade und Ziegelausfachung erbaut in der Mitte 19. Jahrhunderts |              |              |
| Lange Straße 18                        | Hofstelle                     | Fachwerkbaugruppe aus dem 18./19. Jahrhundert als Zeugnis des historischen Ortsbildes. |              |              |
| Lange Straße 18                        | Scheune                       | Erbaut in der Mitte 19. Jahrhunderts in Fachwerk mit Natursteinausfachung und Querdurchfahrt |              |              |
| Lange Straße 19                        | Wohnhaus                      | Großer zweigeschossiger Fachwerkbau erbaut um 1830 mit mittigem Zwerchhaus, das als Kornhaus genutzt wurde. Seit 1921 ist es im Besitz der Braunschweigischen Staatsbank und bis heute Bankinstitut. Der ehemalige mittige Eingang mit Freitreppe wurde verlegt.                                                                           |              |              |
| Lange Straße 21                        | Rathaus Vorsfelde             | Zweigeschossiger Fachwerkbau erbaut um 1830 mit symmetrischer Fassade und mittigem Eingang mit Freitreppe. War um 1900 Braulkes Hotel und wurde danach in Vorsfelder Hof umbenannt. Später war das Gebäude das Rathaus der Stadt Vorsfelde und nach der Eingemeindung von 1972 die Verwaltungsstelle des Stadtteils Vorsfelde              |              |              |
| Lange Straße 25                        | Wohnhaus                      | Zweigeschossiger Fachwerkbau erbaut Anfang des 19. Jahrhunderts |              |              |
| Lange Straße 25                        | Scheune                       | Fachwerkbau mit Ziegelausfachung erbaut Ende des 19. Jahrhunderts |              |              |
| Lange Straße 25                        | Stall                         | Fachwerkbau mit Ziegelausfachung erbaut Ende des 19. Jahrhunderts |              |              |
| Lange Straße 27                        | Wohn- und Wirtschaftsgebäude  | Zweigeschossiger traufständiger Fachwerkbau als Ackerbürgerhof, erbaut Anfang des 19. Jahrhunderts auf einem Sockel aus Bruchsteinen. Giebel im Wirtschaftsteil massiv aus Bruchstein errichtet. Der Wohntrakt auf der linken Seite wird vom rechten Wirtschaftsteil durch eine originale Kassettentür getrennt.                           |              |              |
| Lange Straße 29                        | Frühere Kupferschmiede        | Zweigeschossiger Fachwerkbau erbaut in der ersten Hälfte des 19. Jahrhunderts mit verändertem Erdgeschoss durch Ladeneinbau |              |              |
| Lange Straße 29 a                      | Frühere Schmiede              | Eingeschossiger Fachwerkbau erbaut um 1800 mit starker, rückwärtiger Traufwand in Bruchstein, die um die Gebäudeecke des Kernbaus gezogen ist und firstparallel zum Vorderhaus. Das Gebäude ist nach Süden um drei Gefache nachträglich verlängert. Es hat einen Schopfwalm nach Norden. Die Stube ist am nördlicher Eingang unterkellert. |              |              |
| Lange Straße 33                        | Wohnhaus                      | Zweigeschossiger Fachwerkbau erbaut in der 1. Hälfte 19. Jahrhunderts, bei dem das Erdgeschoss zur Straße massiv ersetzt wurde |              |              |
| Lange Straße 34                        | Wohn- und Wirtschaftsgebäude  | Großes zweigeschossiges Querdielenhaus erbaut in der Mitte 19. Jahrhunderts und im Erdgeschoss gewerblich umgenutzt. Ab 1868 Sitz der Posthalterei für Personenpostkutschen, später Hotelbetrieb. |              |              |
| Lange Straße 35                        | Wohn- und Wirtschaftsgebäude  | Querdielenhaus als zweigeschossiger Fachwerkbau erbaut in der ersten Hälfte des 19. Jahrhunderts mit Ziegelausfachung zum Teil mit Lehmsteine. Der Wirtschaftsteil wurde laut Inschrift 1881 erbaut. |              |              |
| Lange Straße 36                        | Carl-Grete-Haus               | Zweigeschossiger Fachwerkbau erbaut Ende des 18. Jahrhunderts als städtisches Querdielenhaus. Das Erdgeschoss ist teilweise als Geschäft umgenutzt. Das Haus war das Wohnhaus des Kaufmanns und Bürgermeisters Carl Grete um 1850 und zeitweiser Aufenthaltsort des Dichters Hoffmann von Fallersleben                                     |              |              |
| Lange Straße 36                        | Wirtschaftsgebäude            | Bruchsteinbau erbaut Ende 18. Jahrhunderts |              |              |
| Lange Straße 37                        | Wohn- und Wirtschaftsgebäude  | Querdielenhaus erbaut um 1850 als zweigeschossiger Fachwerkbau mit Ziegelausfachung |              |              |
| Lange Straße 38                        | Storchenhaus                  | Zweigeschossiger Fachwerkbau erbaut 1860 mit symmetrischer Fassade und verändertem Erdgeschoss durch Ladeneinbau. Ein Türsturz weist auf das hier seit Generationen vorhandene Storchennest hin. |              |              |
| Lange Straße 39                        | Wohn- und Wirtschaftsgebäude  | Querdielenhaus als zweigeschossiger Fachwerkbau mit Ziegelausfachung erbaut des Anfang 19. Jahrhunderts |              |              |
| Lange Straße 40                        | Wohn- und Wirtschaftsgebäude  | Zweigeschossiger Fachwerkbau als ehemaliges Querdielenhaus, umgenutzt zum Geschäftshaus |              |              |
| Lange Straße 41                        | Wohnhaus                      | Zweigeschossiger Fachwerkbau erbaut 1714 laut Inschrift mit verputzten Gefachen |              |              |
| Lange Straße 42                        | Wohnhaus                      | Zweigeschossiger Fachwerkbau erbaut in der Mitte 19. Jahrhunderts mit symmetrischer Fassade und mittigem Eingang |              |              |
| Lange Straße 43                        | Wohnhaus                      | Zweigeschossiger Fachwerkbau erbaut Anfang des 19. Jahrhunderts mit Ziegelausfachung. Der ehemals mittige Eingang wurde verlegt. |              |              |
| Lange Straße 46                        | Wohnhaus                      | Zweigeschossiger, symmetrischer Fachwerkbau mit sieben Achsen und repräsentativem Eingang mit bauzeitlicher Haustür und Freitreppe, erbaut um 1850. Im Hof befindet sich eine massive Sandsteinmauer, die vermutlich als Brandschutzwand errichtet wurde.                                                                                  |              |              |
| Lange Straße 46                        | Scheune                       | Zweigeschossiger Fachwerkbau mit Ziegelausfachung |              |              |
| Lange Straße 46                        | Stall                         | Eingeschossiger Fachwerkbau mit Ziegelausfachung |              |              |
| Lange Straße 48                        | Wohnhaus                      | Zweigeschossiger Fachwerkbau erbaut in der ersten Hälfte des 19. Jahrhunderts mit symmetrischer mit Asbestzement verkleideter Fassade |              |              |
| Lange Straße 50                        | Wohnhaus                      | Zweigeschossiger Fachwerkbau erbaut in der ersten Hälfte des 19. Jahrhunderts mit symmetrischer Fassade und mittigem Eingang |              |              |
| Lange Straße 56                        | Wohnhaus                      | Zweigeschossiger verputzter Fachwerkbau erbaut vermutlich im 18. Jahrhundert mit stark verändertem Erdgeschoss |              |              |
| Lange Straße 58                        | Wohnhaus                      | Zweigeschossiger Fachwerkbau erbaut vermutlich in der ersten Hälfte des 19. Jahrhunderts |              |              |
| Lange Straße 60                        | Wohnhaus                      | Zweigeschossiger Fachwerkbau erbaut Anfang des 19. Jahrhunderts |              |              |
| Lange Straße 62                        | Wohnhaus                      | Zweigeschossiger Fachwerkbau mit Ziegelausfachung und städtebaulich bedeutender Lage in der Straßenachse |              |              |
| Lange Straße 62                        | Stall                         | Fachwerkbau mit teilweise massivem Untergeschoss in Sandstein. |              |              |
| Meinstraße                             | Alter Friedhof Vorsfelde      | 1850 angelegter Friedhof mit Friedhofskapelle und Friedhofsmauer aus Stein. |              |              |
| Meinstraße 2                           | Wohn- und Wirtschaftsgebäude  | Wohnhaus erbaut Ende des 18. Jahrhunderts als zweigeschossiger Fachwerkbau mit Lehmziegeln und Ziegelausfachung mit Querdielenanbau und Stall |              |              |
| Meinstraße 7                           | Wohnhaus                      | Zweigeschossiger Fachwerkbau erbaut um 1870 mit Ziegelausfachung und mit Freitreppe und Lindenbäumen |              |              |
| Meinstraße 8                           | Wohnhaus                      | Zweigeschossiger Fachwerkbau mit Ladeneinbau erbaut in der ersten Hälfte des 19. Jahrhunderts, wobei die Ausfachung in Ziegel erneuert wurde. |              |              |
| Meinstraße 9                           | Wohnhaus                      | Zweigeschossiger Fachwerkbau erbaut um 1850 |              |              |
| Meinstraße 10                          | Wohnhaus                      | Zweigeschossiger Fachwerkbau erbaut Anfang des 19. Jahrhunderts mit ehemals mittigem Eingang, der verlegt worden ist |              |              |
| Meinstraße 12                          | Wohnhaus                      | Zweigeschossiger Fachwerkbau erbaut 1780 laut Inschrift mit Ziegelausfachung. Das Erdgeschoss wurde in Fachwerk und Ausfachung erneuert. |              |              |
| Meinstraße 14                          | Scharfrichterhaus Vorsfelde   | Eingeschossiger Fachwerkbau, der 1607 erbaut wurde. Bis 1801 war es das Scharfrichterhaus und Abdeckerei des Amtsbezirks Vorsfelde. |              |              |
| Meinstraße 16                          | Wohnhaus                      | Zweigeschossiger Fachwerkbau mit Ziegelausfachung erbaut Ende des 18. Jahrhunderts |              |              |
| Meinstraße 17                          | Wohnhaus                      | Zweigeschossiger Fachwerkbau mit Ziegelausfachung erbaut Ende des 18. Jahrhunderts |              |              |
| Meinstraße 18                          | Wohnhaus                      | Zweigeschossiger Fachwerkbau mit Ziegelausfachung erbaut Ende 18. Jahrhunderts, im Erdgeschoss verändert |              |              |
| Meinstraße 19                          | Wohnhaus                      | Zweigeschossiger Fachwerkbau mit Ziegelausfachung und Giebelwänden in Lehmziegel erbaut Anfang des 19. Jahrhunderts |              |              |
| Meinstraße 20                          | Wohnhaus                      | Zweigeschossiger Fachwerkbau erbaut Ende des 18. Jahrhunderts mit neuer Ziegelausfachung. Wahrscheinlich war es ehemals ein Doppelhaus. |              |              |
| Meinstraße 21                          | Wohnhaus                      | Zweigeschossiger Fachwerkbau erbaut Anfang des 19. Jahrhunderts mit Ziegelausfachung und Krüppelwalmdach |              |              |
| Meinstraße 22                          | Wohnhaus                      | Zweigeschossiger Fachwerkbau erbaut Anfang des 19. Jahrhunderts mit Ziegelausfachung, teilweise noch Lehmziegel, mit Wirtschaftsgebäude |              |              |
| Meinstraße 23                          | Wohnhaus                      | Zweigeschossiger Fachwerkbau erbaut Anfang des 19. Jahrhunderts mit Ziegelausfachung |              |              |
| Meinstraße 25                          | Wohnhaus                      | Zweigeschossiger Fachwerkbau erbaut Anfang des 19. Jahrhunderts mit Ziegelausfachung und teilweiser Lehmstakung |              |              |
| Meinstraße 26                          | Wohnhaus                      | Zweigeschossiger Fachwerkbau mit Krüppelwalmdach erbaut Anfang des 19. Jahrhunderts mit Bitumenpappe verkleideter Fassade |              |              |
| Meinstraße 27                          | Wohnhaus                      | Zweigeschossiger Fachwerkbau erbaut Anfang des 19. Jahrhunderts mit Ziegelausfachung, teilweise verputzt. Die ehemals mittige Tür wurde verlegt. |              |              |
| Meinstraße 28                          | Wohnhaus                      | Zweigeschossiger Fachwerkbau mit Ziegelausfachung und Krüppelwalmdach, der Anfang des 19. Jahrhunderts erbaut wurde. |              |              |
| Meinstraße 29                          | Wohnhaus                      | Zweigeschossiger Fachwerkbau erbaut Anfang des 19. Jahrhunderts mit Ziegelausfachung |              |              |
| Meinstraße 30                          | Wohnhaus                      | Zweigeschossiger Fachwerkbau erbaut Anfang 19. Jahrhunderts mit Ziegelausfachung und Krüppelwalmdach sowie verändertem Erdgeschoss durch Ladeneinbau |              |              |
| Meinstraße 31                          | Wohnhaus                      | Zweigeschossiger Fachwerkbau mit Ziegelausfachung, Das Erdgeschoss ist durch einen Garageneinbau verändert worden. |              |              |
| Meinstraße 33                          | Wohnhaus                      | Zweigeschossiger Fachwerkbau erbaut Anfang des 19. Jahrhunderts mit Ziegelausfachung und Krüppelwalmdach |              |              |
| Meinstraße 53                          | Wohnhaus                      | Eineinhalb geschossiger Fachwerkbau erbaut um 1905 mit risalitartig vorgezogenem zweigeschossigem Flügel und qualitätvollen Zierelemente in Fachwerk und Putz. |              |              |
| Neuhäuser Straße 24                    | Wohnhaus                      | Teil einer kleinen Hofstelle als eingeschossiger Fachwerkbau erbaut Ende des 19. Jahrhunderts mit Ziegelausfachung und mittigem Zwerchhaus mit Stallanbau |              |              |
| Obere Tor 1                            | Wohnhaus                      | Zweigeschossiger Fachwerkbau mit stark verändertem Erdgeschoss, der im Kern Anfang 19. Jahrhunderts errichtet wurde. |              |              |
| Obere Tor 2                            | Wohnhaus                      | Traufständiger zweigeschossiger Fachwerkbau mit symmetrischer fünfachsiger Fassade und mittigem Eingang |              |              |
| Obere Tor 3                            | Wohn- und Wirtschaftsgebäude  | Zweigeschossiger Fachwerkbau erbaut um 1830 mit mittiger veränderter Querdiele und Ziegelausfachung. Früher Gasthaus zur Sängerklause. |              |              |
| Obere Tor 4                            | Wohnhaus                      | Zweigeschossiges traufständiges Fachwerkhaus erbaut in der Mitte des 19. Jahrhunderts mit Krüppelwalmdach |              |              |
| Obere Tor 4                            | Scheune                       | Kleine Fachwerkscheune erbaut in der Mitte des 19. Jahrhunderts |              |              |
| Obere Tor 4                            | Stall                         | Zweigeschossiger Sandstein- und Fachwerkbau erbaut in der Mitte des 19. Jahrhunderts |              |              |
| Obere Tor 5                            | Wohn- und Wirtschaftsgebäude  | Zweistöckiges, traufständiges Wohn- und Wirtschaftsgebäude auf hohem Sandsteinsockel mit mittiger Querdiele und Ziegelausfachung von 1826. Das mächtiges Dielentor in der Gebäudefront diente der Durchfahrt zum Wirtschaftshof dahinter. Ungewöhnlicher Bautyp.                                                                           |              |              |
| Obere Tor 6                            | Wohnhaus                      | Zweigeschossiger traufständiger Fachwerkbau mit symmetrischer fünfachsiger Fassade und Halbwalmdach. |              |              |
| Obere Tor 8                            | Wohnhaus                      | Traufständiger siebenachsiger Fachwerkbau mit Halbwalmdach und mittigem Eingang. |              |              |
| Obere Tor 9                            | Wohnhaus                      | Zweigeschossiger Fachwerkbau erbaut Anfang des 19. Jahrhunderts mit Lehmziegel- und Ziegelausfachung als Teil einer kleinen Hofstelle |              |              |
| Obere Tor 11                           | Wohnhaus                      | Zweigeschossiger Fachwerkbau erbaut in der Mitte des 19. Jahrhunderts mit symmetrischer Fassade und mittigem Eingang und verputzter Fassade |              |              |
| Obere Tor 13                           | Wohnhaus                      | Zweigeschossiger Fachwerkbau mit symmetrischer Fassade und mittigem Eingang erbaut in der Mitte 19. Jahrhunderts mit Bitumenpappe verkleideter Fassade |              |              |
| Obere Tor 14                           | Armenhaus Vorsfelde           | Ehemaliges Armenhaus als langgestreckter, eingeschossiger Sandsteinbau mit mittigem Zwerchhaus aus der zweiten Hälfte des 18. Jahrhunderts |              |              |
| Obere Tor 15                           | Wohnhaus                      | Zweigeschossiger Fachwerkbau mit Ziegelausfachung, erbaut Anfang des 19. Jahrhunderts |              |              |
| Petristraße                            | Gedenkstein Familie Lambrecht | Sandsteinmonument zum Gedenken an die Familie des Vorsfelder Drosten F. C. Lambrecht, errichtet 1796 und heute Teil des Ehrenfriedhofs. |              |              |
| Wolfsburger Straße 4                   | Bürgerschule Vorsfelde        | Schulgebäude als zweigeschossiger Ziegelbau erbaut 1871 mit neunachsiger symmetrischer Fassade mit kleinem mittigen Zwerchhaus |              |              |
| Wolfsburger Straße 7                   | Wohnhaus                      | Zweigeschossiger Ziegelbau erbaut um 1880 mit Putzdekor und spätklassizistischen Elementen |              |              |
| Wolfsburger Straße 9                   | Wohnhaus                      | Zweistöckiger verputzter Fachwerkbau erbaut um 1890 mit symmetrische Fassade mit risalitartig vorgezogenem Mittelteil |              |              |
| Wolfsburger Straße 11                  | Wohnhaus                      | Teil einer Hofstelle als anderthalbgeschossiger verputzter Massivbau mit zweigeschossigem seitlichen Risalit, erbaut um 1910. |              |              |
| Wolfsburger Straße 13                  | Wohnhaus                      | Eineinhalbgeschossiger Ziegelbau erbaut um 1890 mit gelben Verblendern und Sandsteindekor und Mittelrisalit |              |              |
| Wolfsburger Straße 15                  | Wohnhaus                      | Einstöckiger Fachwerkbau erbaut um 1890 mit Ausfachung in gelben Verblendern sowie Mittelrisalit |              |              |
| Wolfsburger Straße 17                  | Wohnhaus                      | Traufständiger eingeschossiger Ziegelbau erbaut um 1890 mit roten Verblendern und Putzdekor sowie einem zweigeschossigen Seitentrakt |              |              |